# Dasymalla

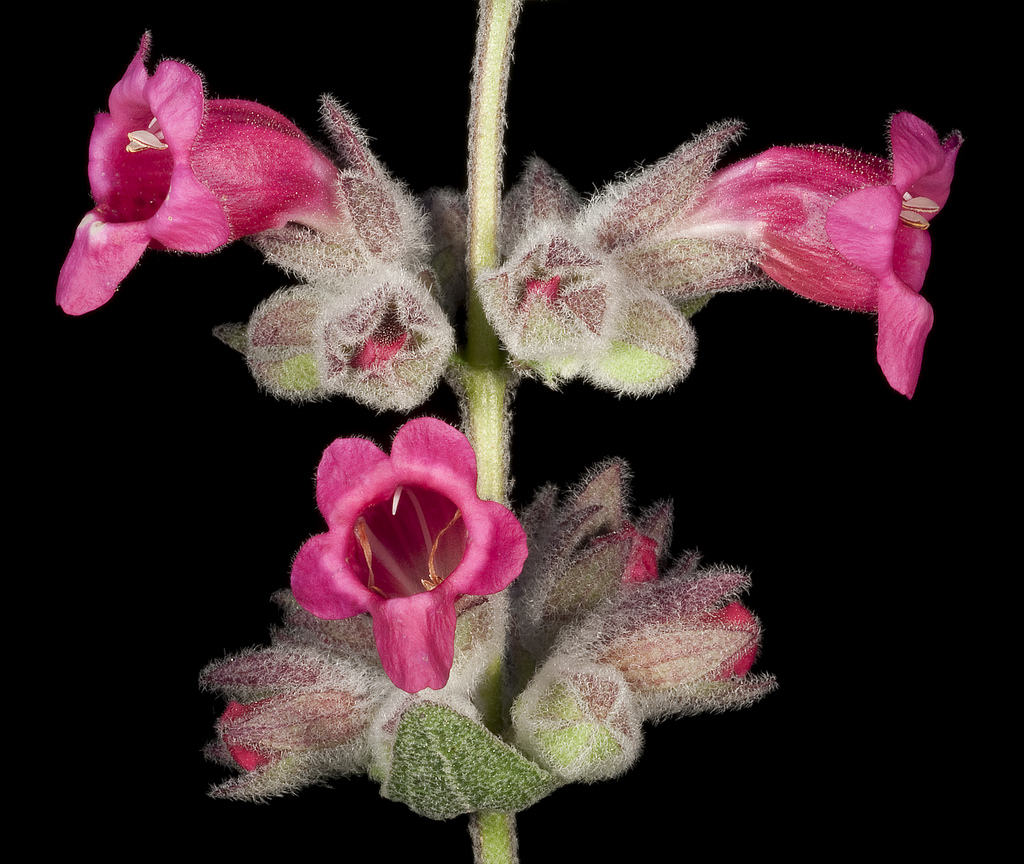
Dasymalla terminalis, detalle de la inflorescencia.

- Nota: Recientes estudios citológicos[1] conducen, entre otras cosas, a readmitir como válidos los géneros Quoya Gaudich. y Dasymalla Endl. cuyas 5 especies estaban englobadas en el género polifilético Pityrodia.[2]

Dasymalla es un género de planta con flores de la familia Lamiaceae, subfamilia Prostantheroideae, tribu Chloantheae, aunque, originalmente, estaba incluido en la familia, muy próxima, de las Verbanaceae, y, ulteriormente, considerado un simple sinónimo del género Pityrodia. Incluye 5 especies ahora aceptadas, todas estrictamente endémicas de Australia.

## Descripción
Son matas perennifolias, de tallo erecto ramoso, densamente cubiertas por un indumento lanudo de pelos ramificados. Las hojas, de forma ovalada, son simples, sésiles y decusadas. Las flores, axilares, son solitarias, prácticamente zigomórficas, hermafroditas y acompañadas de 2 bractéolas laterales. El cáliz es pentamero, con tubo corto y largos lóbulos. La corola, peluda interiormente,  es también pentamera, con un tubo largo, curvado y dilatado distalmente. Es ligeramente o no bilabiado, con el lóbulo inferior mediano más o menos orbicular, de tamaño igual o superior al del par de lóbulos laterales, mientras el labio superior es profundamente bilobulado. El androceo tiene 4 estambres, todos fértiles, con los filamentos de los 2 superiores mucho más largos que los del par inferior. Las anteras presentan generalmente un acumen pequeño en la base de los lóculos. El fruto es seco, indehiscente, lateralmente o distalmente giboso y no está rodeado por el cáliz persistente.

## Taxonomía
El género fue creado primero por Stephan Ladislaus Endlicher y publicado en Novarum Stirpium Decades, vol. 2, p. 11, 1839, como perteneciente a la familia Verbenaceae. Fue transferido ulteriormente al género Pityrodia por George Claridge Druce y publicado entonces en Report, Botanical Society and Exchange Club of the British Isles, vol. 4, Suppl. 2, p. 640 en 1917. Finalmente, en 2011, Barry Conn & alt. reintroducieron como válido al género Dasymalla.  La especie tipo es  Dasymalla axillaris Endl.
EtimologíaDasymalla: del griego Δασύμαλλος, “muy lanudo”, por su denso indumento lanudo.

## Especies aceptadas
- Dasymalla axillaris Endl.
- Dasymalla chorisepala (Munir) B.J.Conn & Henwood
- Dasymalla glutinosa (Munir) B.J.Conn & Henwood
- Dasymalla teckiana (F.Muell.) B.J.Conn & Henwood
- Dasymalla terminalis Endl.[1][7]